# Intérêt à agir
L'intérêt à agir (standing en anglais, locus standi en latin) est le motif permettant à un individu de se prévaloir d'un intérêt lésé et pour lequel il se pourvoit en justice. Une juridiction peut rejeter l'action d'un justiciable en déclarant qu'il n'a pas d'intérêt (direct ou indirect) à agir. L'intérêt à agir est donc une caractéristique fondamentale définissant les contours de la notion de sujet de droit.
De nombreux systèmes juridiques ont étendu l'intérêt à agir à la défense de causes dites d'« intérêt public ». Cela est particulièrement présent, par exemple, en droit de l'environnement, où une association peut se prévaloir de défendre l'intérêt public concernant le droit à vivre dans un environnement sain. L'extension de l'intérêt public permet à des associations de se porter partie civile.

## Droit français
- l'intérêt pour agir en procédure civile ;
- la justification de l'intérêt à agir du requérant dans le recours pour excès de pouvoir.

## Droit québécois
En droit québécois, l'intérêt à agir est décrit à l'article 85 du Code de procédure civile du Québec. On distingue entre l'intérêt à agir en droit privé et l'intérêt à agir en droit public. En droit privé, un intérêt suffisant doit être un intérêt juridique, direct et personnel, né et actuel. L'arrêt de principe pour l'intérêt à agir en droit privé est Jeunes Canadiens pour une civilisation chrétienne c. Fondation du Théâtre du Nouveau-Monde, où la Cour conclut à l'absence d'intérêt à agir d'un groupe qui voulait faire censurer une pièce de théâtre controversée. En droit public, l'intérêt à agir repose sur un critère moins strict, il faut que le demandeur prouve qu'il est directement touché par une loi, et il y a une présomption que le contribuable a l'intérêt nécessaire. L'arrêt de principe pour l'intérêt à agir en droit public est Conseil du patronat du Québec c. Procureur général du Québec .

## Common law canadienne

### Intérêt pour agir
D'après l'arrêt R. c. Brunelle de la Cour suprême, il existe une distinction entre la qualité pour agir et l'intérêt pour agir. En matière d’intérêt pour agir, l’accent est mis sur les allégations de la personne qui sollicite une réparation. Lorsque chaque personne dans une affaire agit en son nom personnel et non pour une ou plusieurs personnes en vertu d'une qualité particulière, il s'agit de l'intérêt à agir et non pas de la qualité pour agir.
En droit constitutionnel canadien, l’intérêt requis pour demander une réparation en vertu du par. 24(1) de la Charte canadienne des droits et libertés est acquis lorsqu’une personne « allègue une atteinte à ses propres droits constitutionnels ».

### Qualité pour agir
En common law canadienne, les critères de la qualité pour agir sont énoncés dans l'arrêt de principe de la Cour suprême du Canada Canada (Procureur général) c. Downtown Eastside Sex Workers United Against Violence Society :

« Lorsqu’il s’agit de décider s’il est justifié de reconnaître la qualité pour agir dans une cause de droit public, les tribunaux doivent soupeser trois facteurs.  
(1) Ils doivent se demander si l’affaire soulève une question justiciable sérieuse; 
(2) si la partie qui a intenté la poursuite a un intérêt réel dans les procédures ou est engagée quant aux questions qu’elles soulèvent;
(3) et si la poursuite proposée, compte tenu de toutes les circonstances et à la lumière d’un grand nombre de considérations, constitue une manière raisonnable et efficace de soumettre la question à la cour. »